# Drag-Bike-Europameisterschaft
Die European Drag Bike Championship (Drag Bike Europameisterschaft) ist eine zur Kategorie Beschleunigungsrennen gehörende Rennserie, die seit 1993 jährlich für verschiedenen Drag-Bike-Klassen ausgeschrieben wird. Seit 1996 hat sie aufgrund der Sanktionierung durch die UEM, der späteren FIM Europe, den offiziellen Status einer Europameisterschaft. Sie ist das Gegenstück zur für Automobile ausgetragenen Dragster-Europameisterschaft der FIA.
Die Läufe der in Deutschland stattfindenden NitrOlympX auf dem Hockenheimring sind Teil der Drag-Bike-Europameisterschaft.

## Klassen
Bis 2010 wurde die Europameisterschaft für die Klassen Top Fuel Bike, Super Twin Bike und Pro Stock Bike ausgetragen. 2011 wurde die Klasse Super Street Bike aufgenommen. Seit 2018 fährt die Klasse Junior Drag Bike im Rahmen der Nachwuchsförderung einen „JD Bike Cup“ aus. In den Jahren 2009 und 2010 wurde solch ein Cup auch in der Klasse Funny Bike ausgetragen.

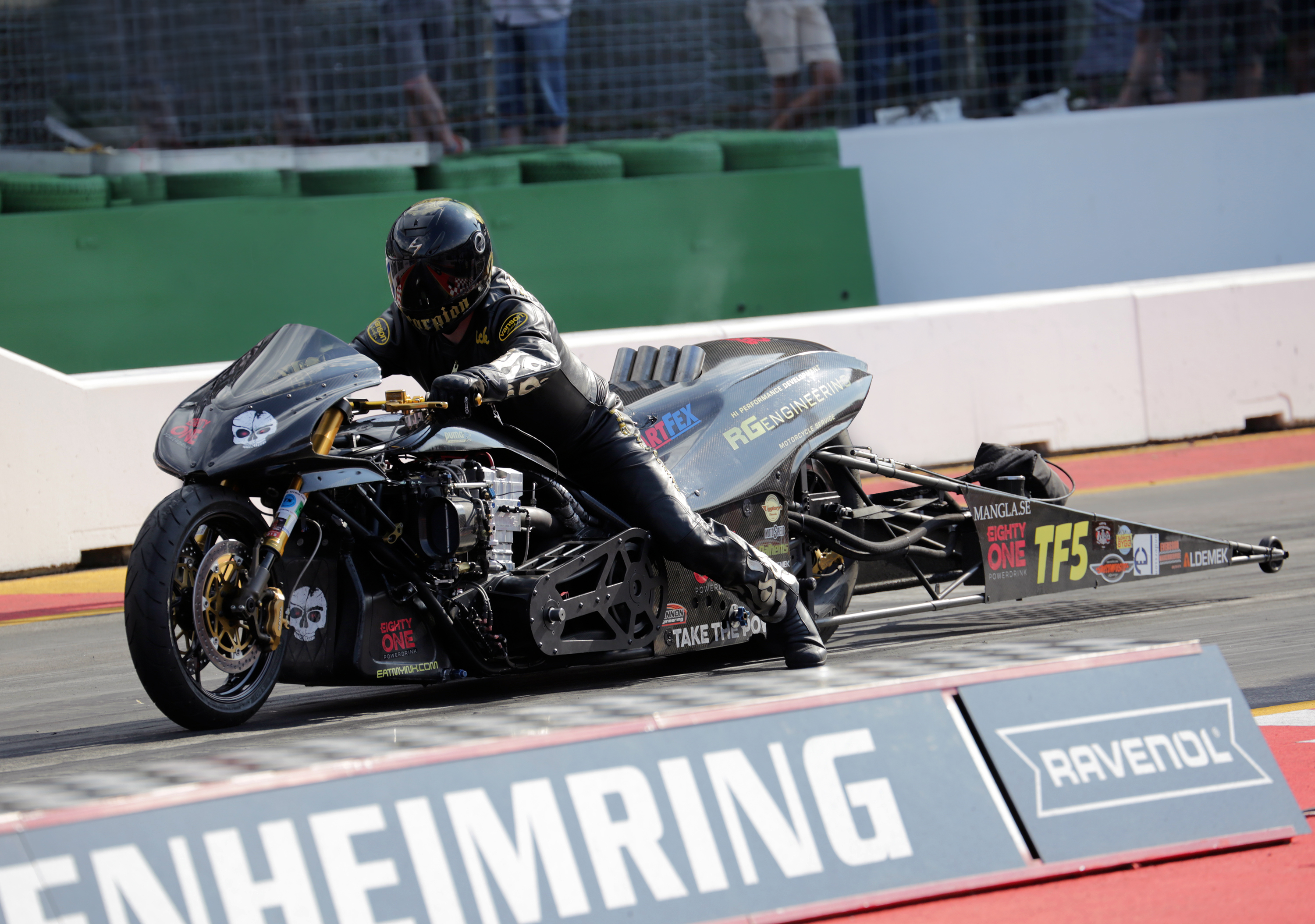
Top Fuel Bike (TFB)
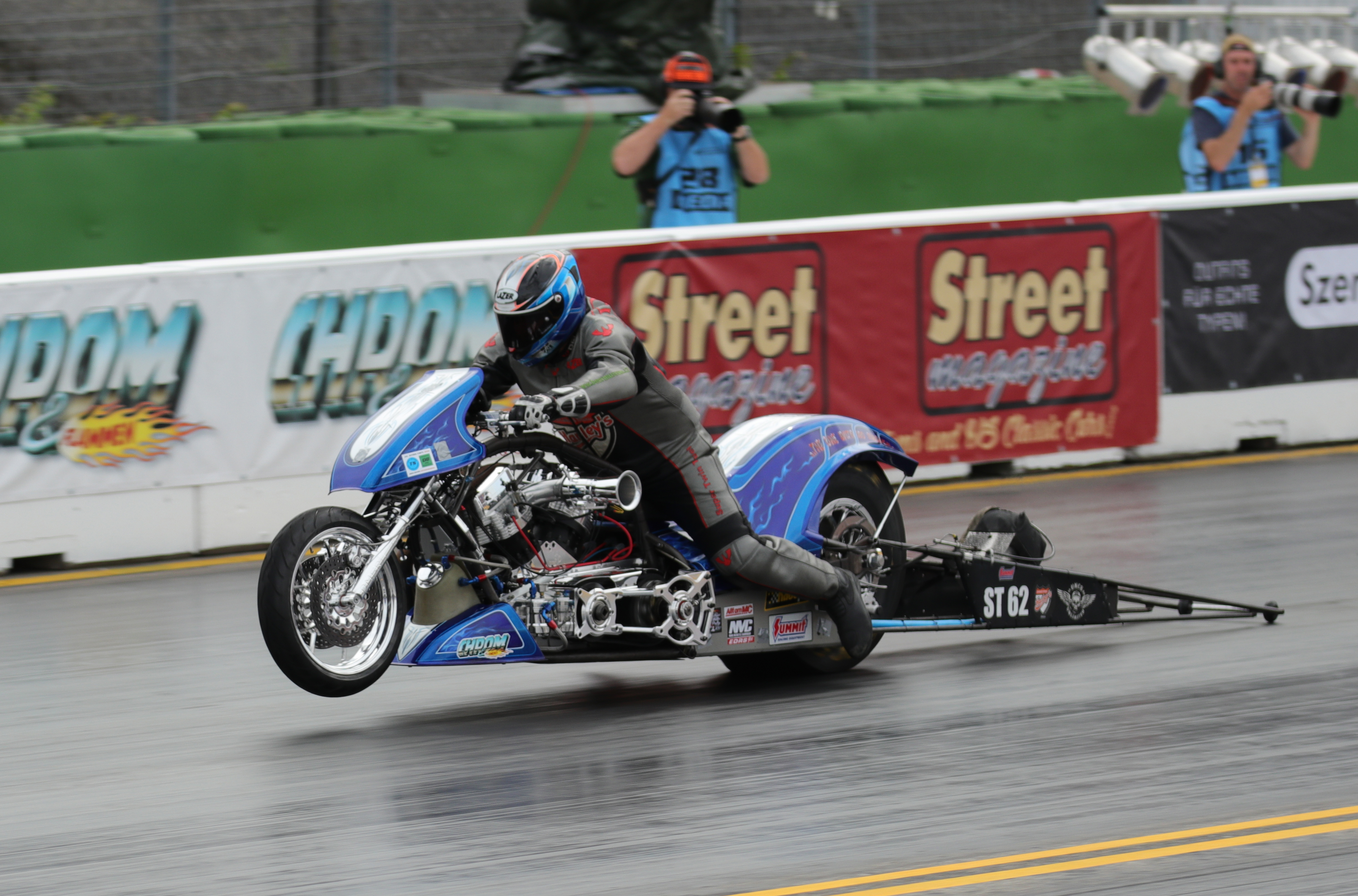
Super Twin Bike (STB)
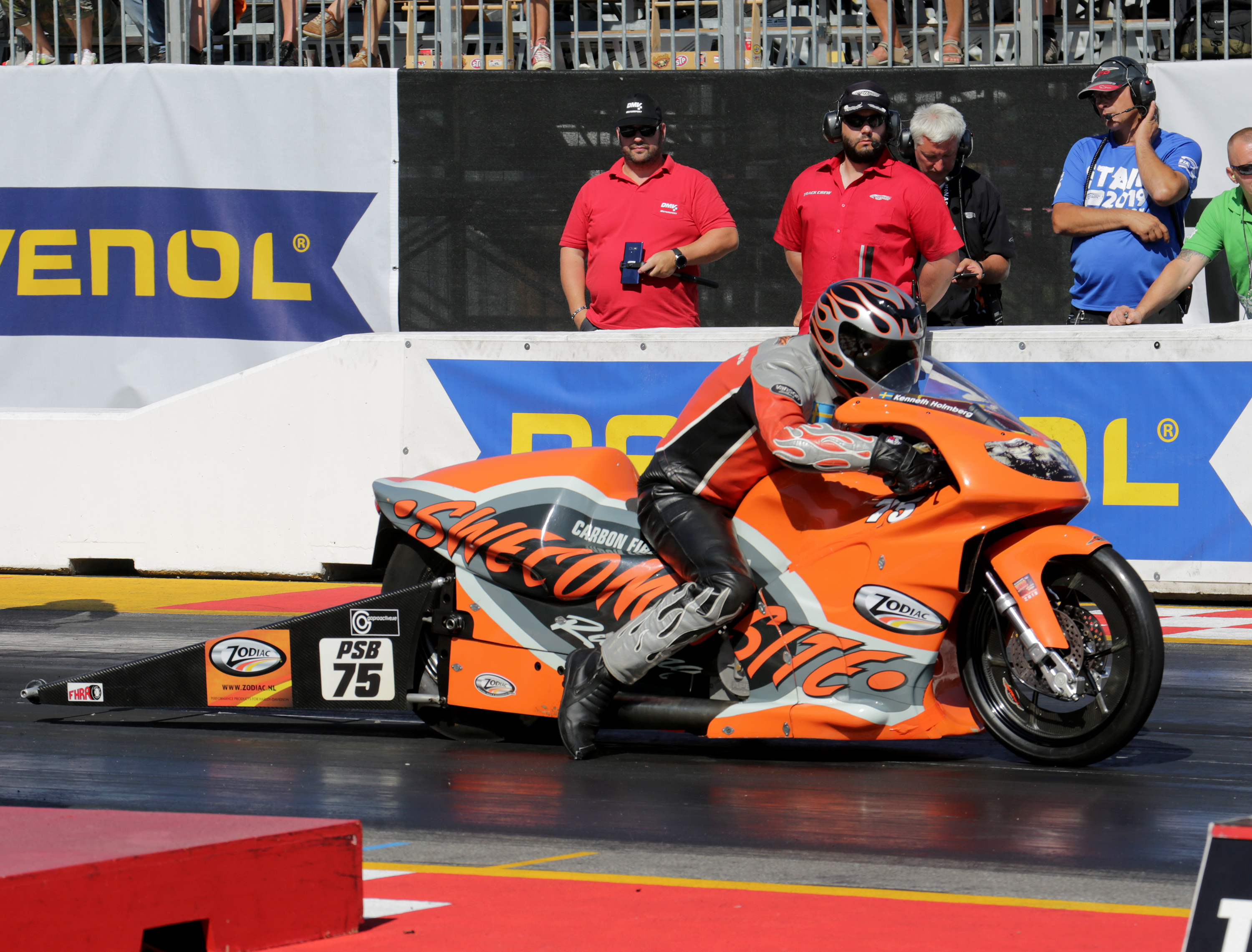
Pro Stock Bike (PSB)
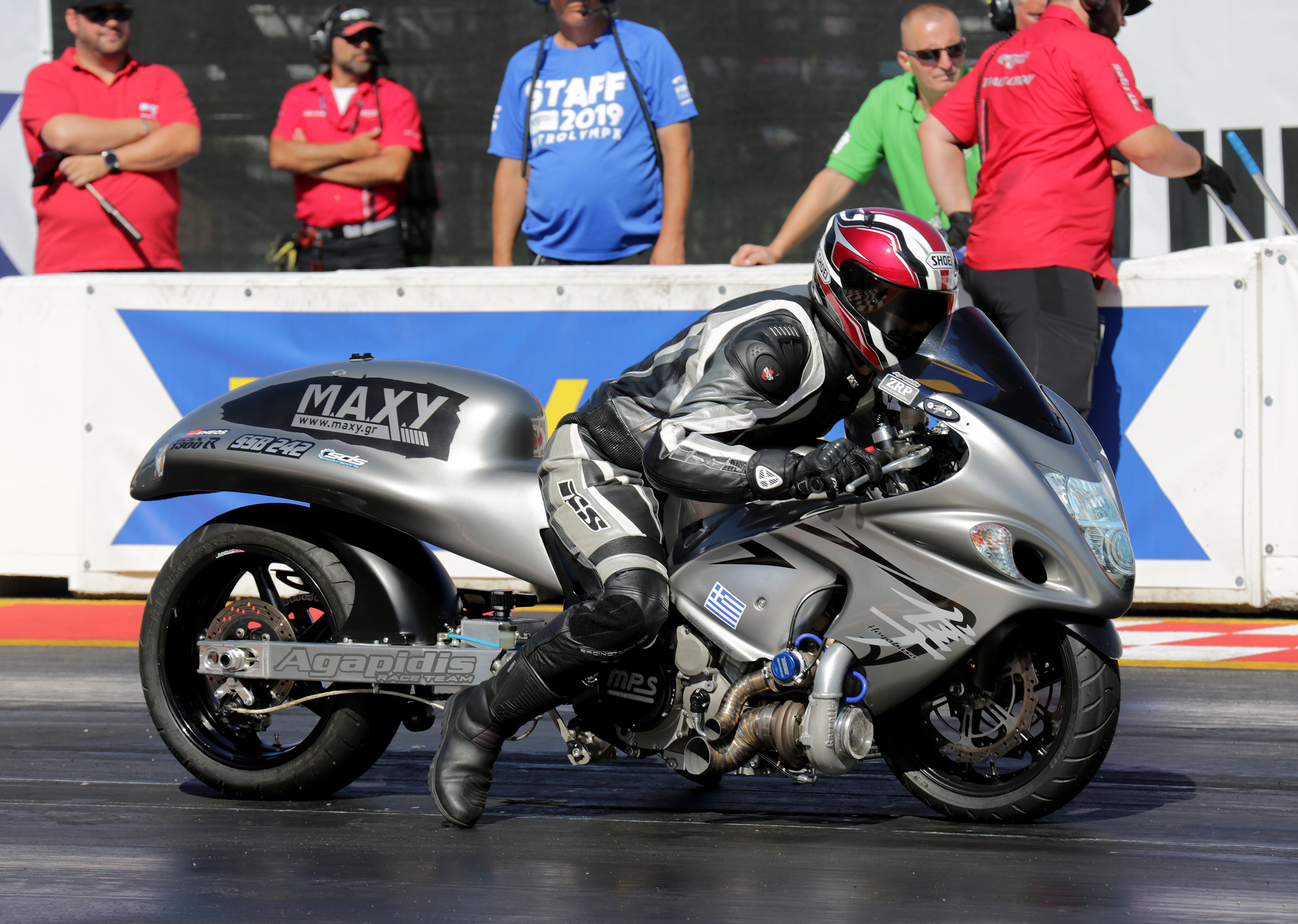
Super Street Bike (SSB)
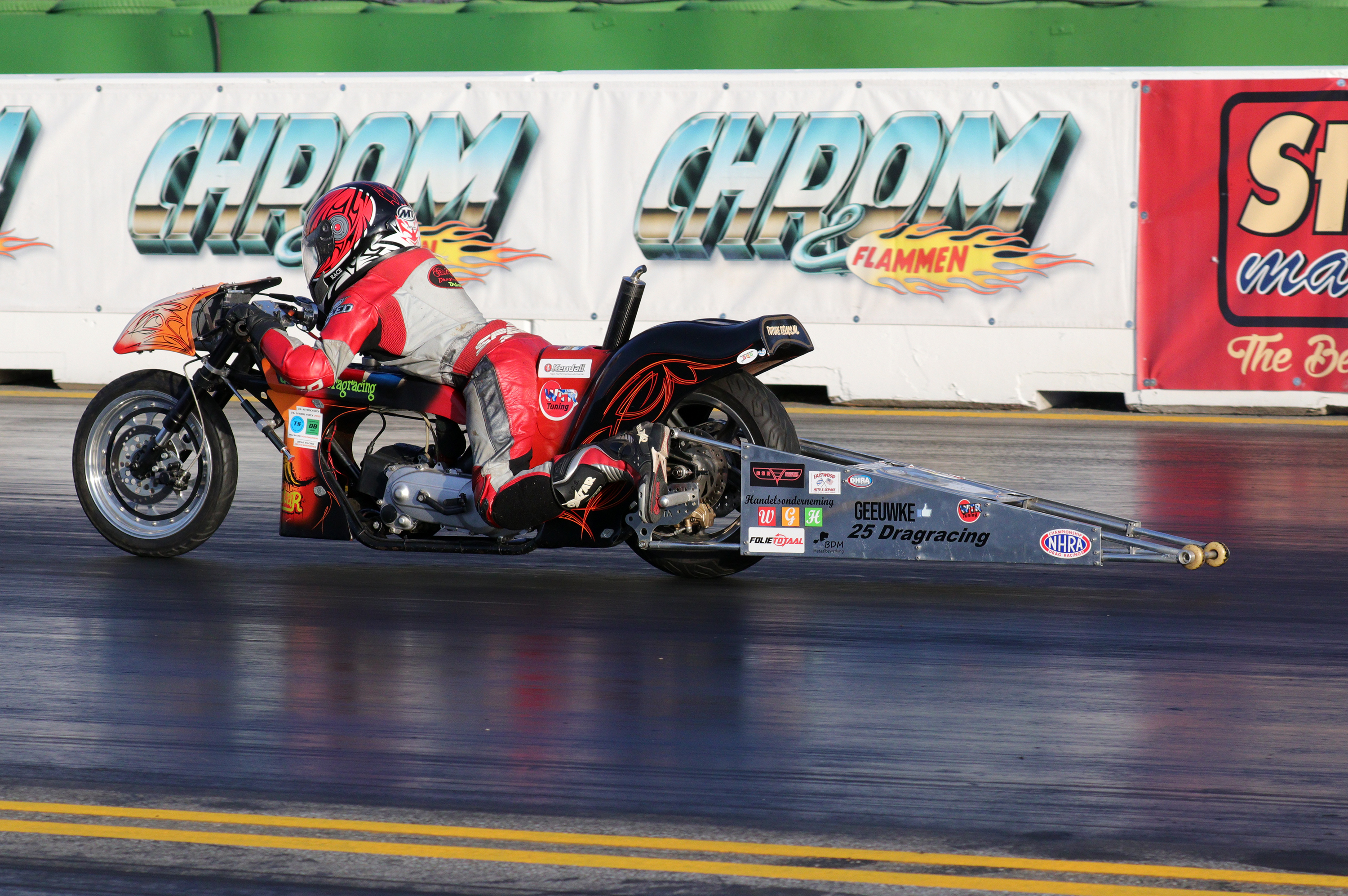
Junior Drag Bike (JDB)
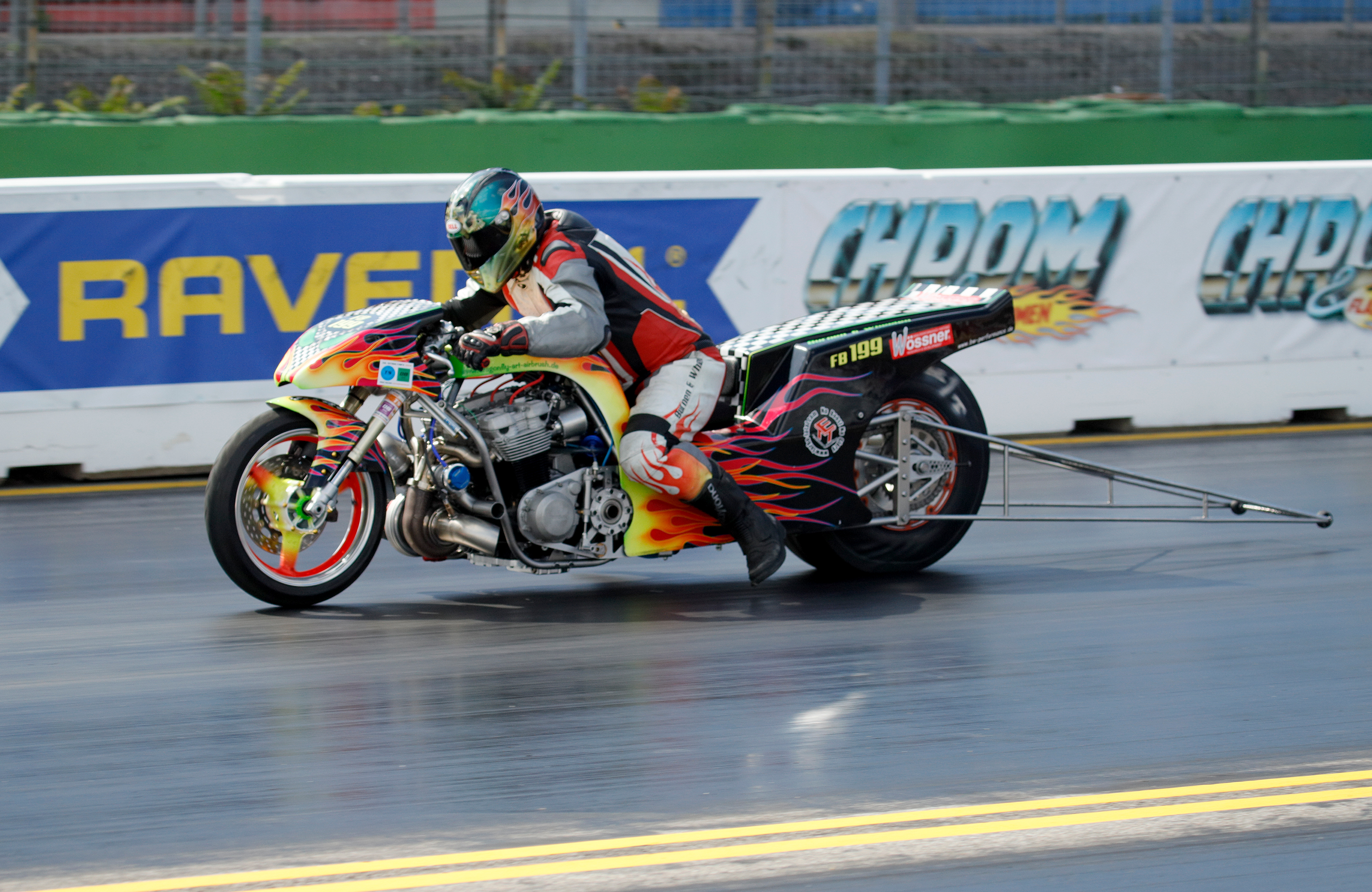
Funny Bike (FB)

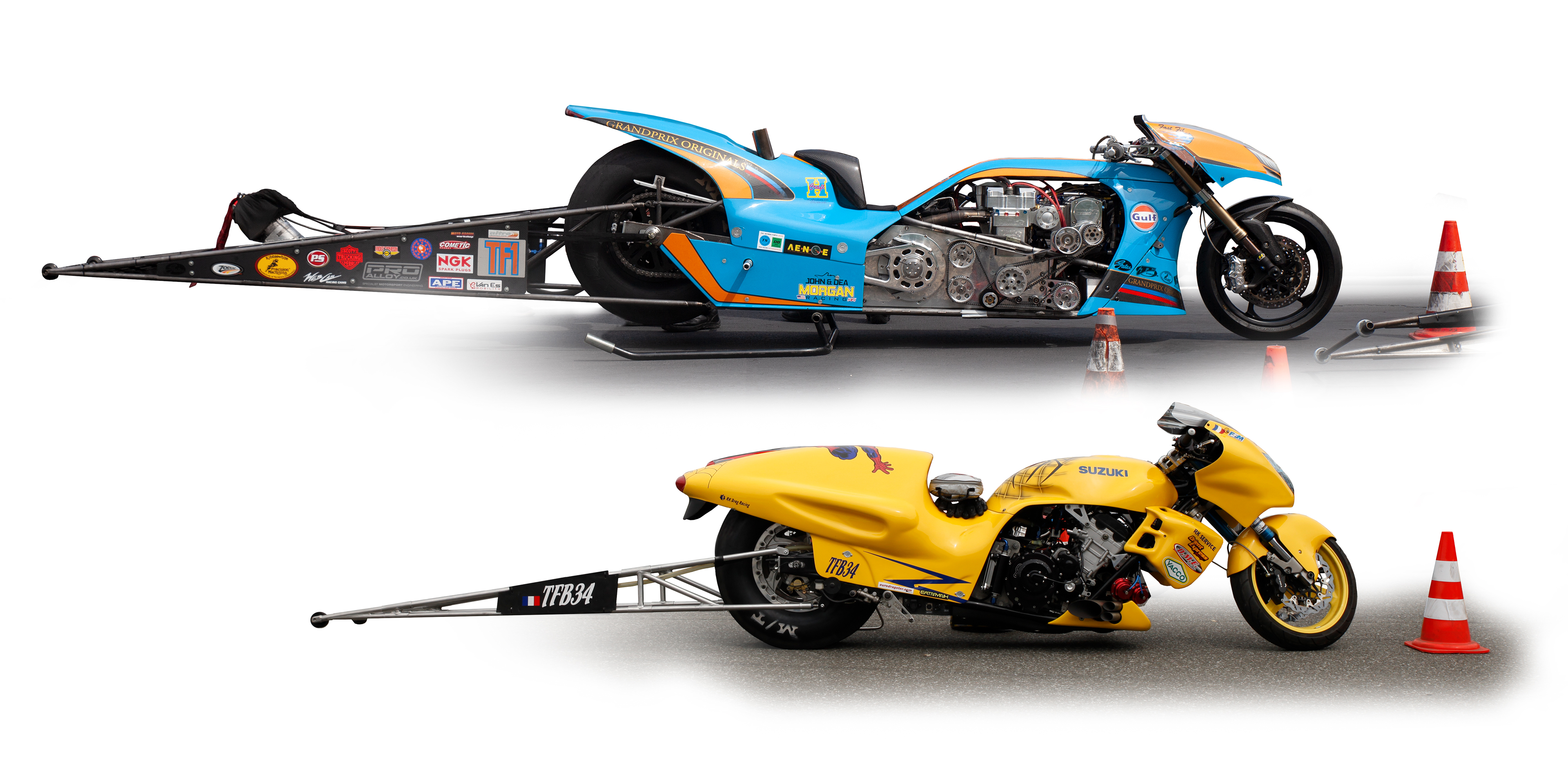
Vergleich eines Nitro/Kompressor Bikes (oben) und eines Turbo/Lachgas Bikes (unten). Beide starten in der FIM European Drag Bike Championship in der Klasse Top Fuel (Verkehrsleitkegel als Maßstab).

Besonderheit in der Klasse Top Fuel Bike:
Neben den Nitro- / Kompressor-Bikes sind in der Klasse TFB auch Lachgas- und/oder Turbolader unterstützte Bikes der Kategorie Funny Bike zugelassen, sofern sie die Leistungsbedingungen der Top Fuel Bikes erfüllen. (6,99 Sek. und 289,6 km/h oder schneller). Wegen ihrer leichter zu beherrschenden Technik und der höheren Zuverlässigkeit sind diese Motorräder durchaus wettbewerbsfähig.

## Austragungsmodus

### Strecken
Die Gesamtwertung für die European Drag Bike Championship ergibt sich aus mehreren Einzelveranstaltungen (in der Regel zwischen vier und sechs), die in verschiedenen Ländern Europas stattfinden müssen. Bis jetzt (Stand 2020) zählten Großbritannien (Santa Pod), Schweden (Tierp, bzw. Mantorp), Finnland (Alastaro), Deutschland (NitrOlympX), Ungarn (Kundamaras) und Norwegen (Gardermoen) zu den austragenden Ländern. Für die Veranstaltung eines offiziellen FIM-Laufs ist eine spezielle Streckenabnahme (Zertifizierung) in Bezug auf Sicherheitsstandards und Streckenpräparation notwendig.

### Teilnahmebedingungen
Neben einer gültigen, von der FIM anerkannten Lizenz müssen Fahrer, die sich für die European Drag Bike Championship einschreiben wollen, unter anderem folgende Grundvoraussetzungen erfüllen:
- TFB: Zwei Viertelmeilenläufe mit 6,99 Sek. oder schneller und zwei Läufe mit 289,6 km/h (180 mph) oder schneller
- STB: Zwei Viertelmeilenläufe mit 7,50 Sek. oder schneller und zwei Läufe mit 273,5 km/h (170 mph) oder schneller
- PSB: Zwei Viertelmeilenläufe mit 7,90 Sek. oder schneller und zwei Läufe mit 265 km/h (165 mph) oder schneller
- SSB: Zwei Viertelmeilenläufe von 7,90 Sek. oder schneller und zwei Läufe von 265 km/h (165 mph) oder schneller

Quelle: 2020DR11 FIM EUROPE DRAG BIKE EUROPEAN CHAMPIONSHIP AND CUP RULES / DR11.6 RIDERS

### Ablauf

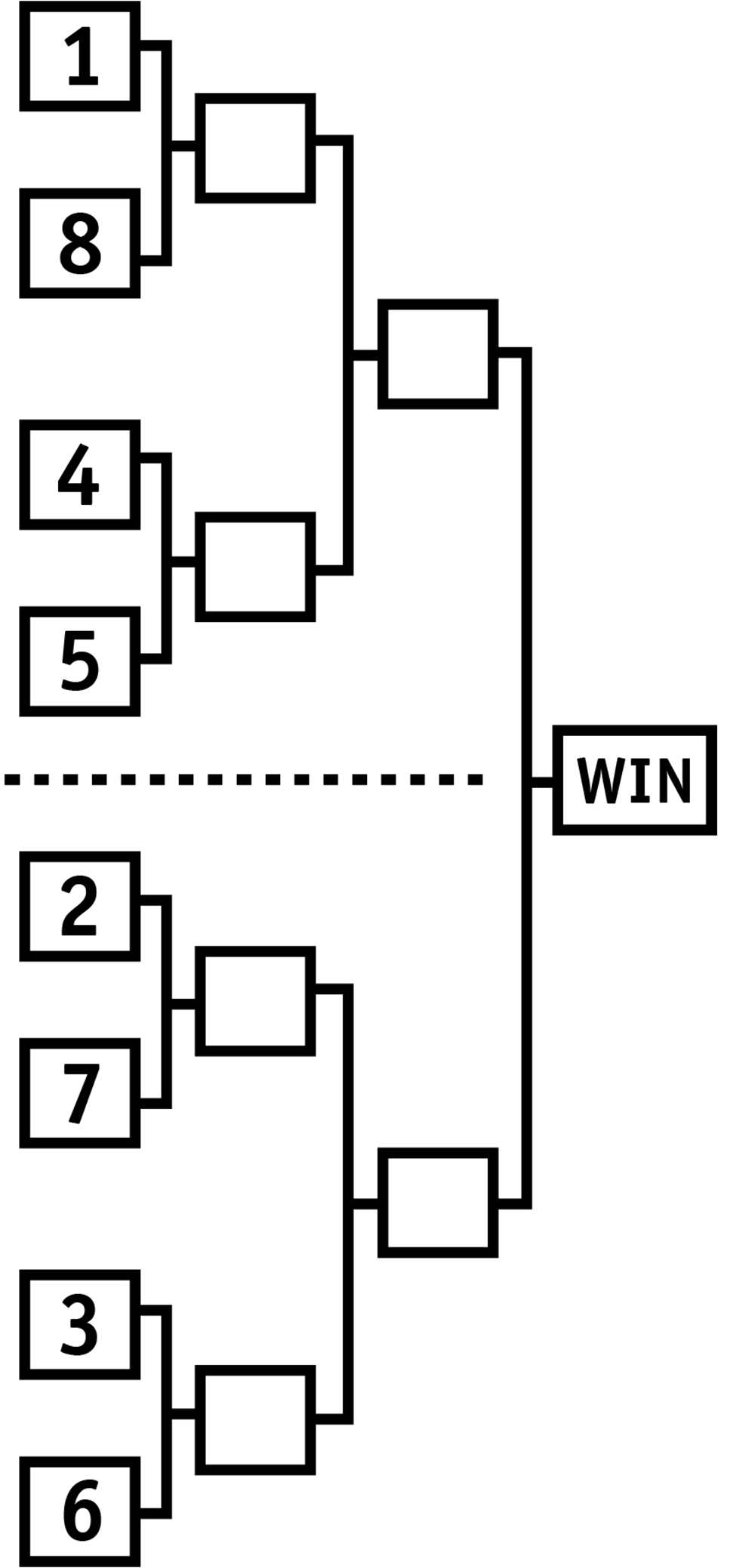
PRO Lader (auch „Flowchart“) für ein Starterfeld mit 8 Erstrunden-Teilnehmern

Ein Rennwochenende unterteilt sich in mehrere Qualifikationsrunden (Freitag und Samstag) und die im K.-o.-System ausgetragenen Eliminations am Sonntag. Es sind zwischen 2 und 4 Qualifikationsrunden erforderlich, um ein Ranking der Leistungen erstellen zu können. Die Anzahl der Startplätze für die jeweilige Klasse wird vorher angekündigt. Sollte es mehr Teilnehmer als Startplätze geben, so kann das Rennwochenende für einige Teams schon nach der Qualifikation zu Ende sein.
Am Sonntag finden die eigentlichen Ausscheidungsläufe statt. Der in der Qualifikation bestplatzierte Fahrer fährt gegen den Letztplatzierten, der Zweitbeste gegen den Vorletzten usw. Dieser Austragungsmodus nennt sich „Pro Ladder“. Gibt es weniger Teilnehmer als ausgeschriebene Startplätze, so fahren die bestplatzierten Fahrer in der ersten Rennrunde ohne Gegner (sogenannter Bye-Run). Das dient der sportlichen Gerechtigkeit und soll sicherstellen, dass das Material jedes Fahrzeugs gleich stark belastet wird.

### Punktevergabe
Die Punkte werden wie folgt vergeben:
- Antrittspunkte für jeden Fahrer, der anwesend ist und dessen Motorrad die technische Abnahme bestanden hat: 10
- Qualifiziert für die Ausscheidungsläufe (Eliminations): 10
- Jeder Siegerlauf in den Ausscheidungsläufen: 20
- Ein zusätzlicher 1-Punkt-Aufstieg für jeden qualifizierten Fahrer. Das heißt: In einem vollen Feld von 8 Motorrädern erhält der Qualifikant Nr. 1 acht Punkte und Nr. 8 einen Punkt. Wenn sich nur 6 Fahrer qualifizieren, erhält Nr. 1 6 Punkte und Nr. 6 1 Punkt.
- Bei Regen oder unter anderen Umständen, unter denen das Rennen nicht beendet werden kann, werden Punkte bis zur letzten vollständigen Wettbewerbsrunde gesammelt.

Quelle: 2020DR11 FIM EUROPE DRAG BIKE EUROPEAN CHAMPIONSHIP AND CUP RULES / DR11.16 POINT ALLOCATION
Zusätzlich können Bonuspunkte erzielt werden:
Nach jeder Qualifikationsrunde erhalten die drei besten Qualifikanten der Klassen TFB, STB, PSB und SSB Punkte, die wie folgt vergeben werden:
- Punkte zum schnellsten ET*: 3
- Punkte zum zweitschnellsten ET: 2
- Punkt zum drittschnellsten ET: 1

Quelle: 2020DR11 FIM EUROPE DRAG BIKE EUROPEAN CHAMPIONSHIP AND CUP RULES / DR11.16.1 BONUS
* Erklärung: ET („Elapsed Time“) ist die reine Laufzeit über die Viertelmeile. Anhand dieser Zeiten werden die Qualifikationsrankings erstellt. In den Eliminationsläufen kommt zu dieser ET noch die r.t. („reaction time“) hinzu, die Zeit, die zwischen dem Grünwerden der Ampel und dem Überqueren der Startlinie vergeht.

## Gesamtsieger
| Jahr     | Ausrichter | Top Fuel Bike                                                                                       | Super Twin Bike                                                                                     | Pro Stock Bike                                                                                      | Super Street Bike                                                                                   | Funny Bike                                                                                          | Junior Drag Bike                                                                                    |
| -------- | ---------- | --------------------------------------------------------------------------------------------------- | --------------------------------------------------------------------------------------------------- | --------------------------------------------------------------------------------------------------- | --------------------------------------------------------------------------------------------------- | --------------------------------------------------------------------------------------------------- | --------------------------------------------------------------------------------------------------- |
| 1993     |            | Henk Geeve                                                                                          | | Veli Malin                                                                                          | | | |
| 1994     |            | Peter Bossert                                                                                       | Anders Karling                                                                                      | Dave Beck                                                                                           | | | |
| 1995     | UEM        | Peter Svensson                                                                                      | Anders Karling                                                                                      | Stefan Mejerwall                                                                                    | | | |
| 1996     | UEM        | Peter Svensson                                                                                      | Ton Pels                                                                                            | Roger Pettersson                                                                                    | | | |
| 1997     | UEM        | Roel Koedam                                                                                         | Werner „Krüsi“ Sohm                                                                                 | Roger Pettersson                                                                                    | | | |
| 1998     | UEM        | Eric Teboul                                                                                         | Gerard Willemse                                                                                     | Roger Pettersson                                                                                    | | | |
| 1999     | UEM        | Roel Koedam                                                                                         | Per Bengtsson                                                                                       | Roger Pettersson                                                                                    | | | |
| 2000     | UEM        | Øyvind Dahl                                                                                         | Stefan Junerud                                                                                      | Roger Pettersson                                                                                    | | | |
| 2001     | UEM        | Ian King                                                                                            | Anders Karling                                                                                      | Roger Pettersson                                                                                    | Graham Dance**                                                                                      | | |
| 2002     | UEM        | Sverre Dahl                                                                                         | Anders Karling                                                                                      | Øyvind von Essen                                                                                    | | | |
| 2003     | UEM        | Roel Koedam                                                                                         | Per Bengtsson                                                                                       | Roger Pettersson                                                                                    | | | |
| 2004     | UEM        | Roel Koedam                                                                                         | Ton Pels                                                                                            | Roger Pettersson                                                                                    | | | |
| 2005     | UEM        | Ian King                                                                                            | Ronny Aasen                                                                                         | Roger Pettersson                                                                                    | | | |
| 2006     | UEM        | Rikard Gustavsson                                                                                   | Ronny Aasen                                                                                         | Anders Abrahamsson                                                                                  | | | |
| 2007     | UEM        | Ian King                                                                                            | Lorenz Stäuble                                                                                      | Tom Tinndahn                                                                                        | | | |
| 2008     | UEM        | Ian King                                                                                            | Svein Olav Rolfstad                                                                                 | Fredrik Fredlund                                                                                    | | | |
| 2009***  | UEM        | Ian King                                                                                            | Per Bengtsson                                                                                       | Ulf Ögge                                                                                            | | Rikard Gustafsson                                                                                   | |
| 2010***  | UEM        | Petri Paljakka                                                                                      | Lorenz Stäuble                                                                                      | Ulf Ögge                                                                                            | | Christian Jäger                                                                                     | |
| 2011     | UEM        | Peter Svensson                                                                                      | Per Bengtsson                                                                                       | Jesper Thiel                                                                                        | Graham Dance                                                                                        | | |
| 2012     | UEM        | Ian King                                                                                            | Nate Gagnon                                                                                         | Fredrik Fredlund                                                                                    | Graham Balchin                                                                                      | | |
| 2013     | FIM/E      | Ian King                                                                                            | Ronny Aasen                                                                                         | Fredrik Fredlund                                                                                    | Garry Bowe                                                                                          | | |
| 2014     | FIM/E      | Ian King                                                                                            | Samu Kemppainen                                                                                     | Fredrik Fredlund                                                                                    | Steve Venables                                                                                      | | |
| 2015     | FIM/E      | Ian King                                                                                            | Martijn de Haas                                                                                     | Fredrik Fredlund                                                                                    | Garry Bowe                                                                                          | | |
| 2016     | FIM/E      | Ian King                                                                                            | Martijn de Haas                                                                                     | Gert-Jan Laseur                                                                                     | Garry Bowe                                                                                          | | |
| 2017     | FIM/E      | Rikard Gustafsson                                                                                   | Martijn de Haas                                                                                     | Fredrik Fredlund                                                                                    | Rick Stubbins                                                                                       | | |
| 2018**** | FIM/E      | Filippos Papafilippou                                                                               | Marcus Christiansen                                                                                 | Maurice Bertrand                                                                                    | Rick Stubbins                                                                                       | Meggie Talbot                                                                                       | |
| 2019     | FIM/E      | Filippos Papafilippou                                                                               | Marcus Christiansen                                                                                 | Fredrik Fredlund                                                                                    | Steve Venables                                                                                      | Blade Dummer                                                                                        | |
| 2020     | FIM/E      | Die Saison 2020 wurde, wegen der weltweit ausgebrochenen COVID-19-Pandemie, von der FIM/E abgesagt. | Die Saison 2020 wurde, wegen der weltweit ausgebrochenen COVID-19-Pandemie, von der FIM/E abgesagt. | Die Saison 2020 wurde, wegen der weltweit ausgebrochenen COVID-19-Pandemie, von der FIM/E abgesagt. | Die Saison 2020 wurde, wegen der weltweit ausgebrochenen COVID-19-Pandemie, von der FIM/E abgesagt. | Die Saison 2020 wurde, wegen der weltweit ausgebrochenen COVID-19-Pandemie, von der FIM/E abgesagt. | Die Saison 2020 wurde, wegen der weltweit ausgebrochenen COVID-19-Pandemie, von der FIM/E abgesagt. |
| 2021     | FIM/E      | Die Saison 2021 wurde, wegen der weltweit ausgebrochenen COVID-19-Pandemie, von der FIM/E abgesagt. | Die Saison 2021 wurde, wegen der weltweit ausgebrochenen COVID-19-Pandemie, von der FIM/E abgesagt. | Die Saison 2021 wurde, wegen der weltweit ausgebrochenen COVID-19-Pandemie, von der FIM/E abgesagt. | Die Saison 2021 wurde, wegen der weltweit ausgebrochenen COVID-19-Pandemie, von der FIM/E abgesagt. | Die Saison 2021 wurde, wegen der weltweit ausgebrochenen COVID-19-Pandemie, von der FIM/E abgesagt. | Die Saison 2021 wurde, wegen der weltweit ausgebrochenen COVID-19-Pandemie, von der FIM/E abgesagt. |
| 2022     | FIM/E      | Rikard Gustafsson                                                                                   | Marcus Christiansen                                                                                 | Martin Newbury                                                                                      | Daniel Donat Lences                                                                                 | | Hollie King                                                                                         |
| 2023     | FIM/E      | Rikard Gustafsson                                                                                   | Marcus Christiansen                                                                                 | Bertrand Maurice                                                                                    | Alan Morrison Jnr.                                                                                  | | Leah Morrison                                                                                       |
| 2024     | FIM/E      | Rikard Gustafsson                                                                                   | Marcus Christiansen                                                                                 | Jörg Lymant                                                                                         | Alan Morrison Jnr.                                                                                  | | Hollie King                                                                                         |

** Im Jahr 2000 traten englische, deutsche, italienische, französische und niederländische Fahrer der Klasse Super Street Bike erstmals zu einer selbst organisierten „European SSB Challenge“ an.

*** 2009 und 2010 schrieb die UEM einen „European Funny Bike Cup“ aus.

**** Seit 2018 initiiert die FIM/E zur Nachwuchsförderung einen „European Junior Drag Bike Cup“.